# 我家的女僕有夠煩！
《我家的女僕有夠煩！》是由中村官户创作的一部日本漫画，连载于双叶社旗下漫画杂志《月刊Action》，共发行单行本10册。本作的前两话最初以《燕熊！》（日语：つばくま!）为标题刊载于新书馆发行的百合漫画选集第12期和第13期。
2018年4月11日，本作宣布动画化，于2018年10月5日起AT-X、東京都會電視台等電視台播出。

## 故事简介
有着俄罗斯血统的小学二年级学生高梨米夏，因母亲早早去世而与父亲共同生活。米夏不喜欢父亲雇佣女佣，总是想方设法进行恶作剧迫使女佣们离开。直到有一天，一个戴着眼罩的女仆鸭居燕来到米夏的家，使得米夏无法施展她的恶作剧，更糟糕的是燕还是个萝莉控……

## 登场人物
高梨米夏（Takanashi Misha，声：白石晴香）
小学二年级学生，擁有純正俄羅斯血統的美少女。
母亲（聲：井上喜久子）早逝，现在与無血緣的父親康弘一起生活。
自從母親去世後，便時常把自己關在房間裡面，並將所有來家中工作的女僕都嚇跑，幾乎足不出戶。
因為金髮碧眼的外表，讓她成為許多同學的焦點，但因為不喜歡這樣的視線，因此拒絕上學。
燕來了之後，原也盡一切努力想要把她趕跑，卻發現她與以前的女僕完全是不同檔次的人。
因為燕的一番話以及變態發言，認為與其待在家裡，在學校可能還好一點，因此決定繼續上學。
在解決班上倉鼠過多的事件後，被同學稱讚，自己也了解到燕那番話是對的。
在與燕長久的相處後，發現自己需要她的照顧，而不再趕她出去。
在動畫12集當中，與燕坦誠相待，帶燕走進不曾讓康弘以外的人進入的聖域，也就是她母親的工作室，並相互認為對方是自己的光。
鸭居燕（Kamoi Tsubame，声：沼仓爱美）
米夏家的新女仆，原航空自卫队一等士官，渾身肌肉，戰鬥能力強，對肺活量很有自信，家事萬能，右眼因病失明，总是戴着有蔷薇图案的眼罩。
自称对有过初潮的女孩子没有兴趣，本人表示：「因為未經初潮的女孩子不具有生育能力，就像是妖精一樣」，是个不折不扣的萝莉控。
很想跟米夏打好關係，但是做出來的行動時常都很奇怪。
在與米夏差不多年紀的時候，父親去世。
在了解米夏不去上學的原因之後，對她說：「人在關係變得親密之前，只能透過外表來判斷。要讓他人瞭解自己是需要時間的。」說服了米夏去上學（但絕大因素是她的變態發言）。
希望能再見到已去世的父親而追隨其腳步當上自衛官，最後卻因眼疾而退伍。
高梨康弘（Takanashi Yasuhiro，聲：加藤將之）
米夏的父親。在米夏的母親去世之後，獨自撫養米夏，但找來的女僕都被米夏趕跑。
是個溺愛女兒的父親。於漫畫15話（動畫第10話）回想中說明自己是米夏的繼父，兩人並無血緣。
鹫崎美美香（Washizaki Mimika，聲：原田彩楓）
米夏的同班同学，戴着眼镜。有兩名弟弟。
在学校与米夏一同担任仓鼠饲养员，在米夏不来上学时，会给她带来課程资料。
森川结衣（Morikawa Yui，聲：井澤詩織）
米夏的同班同学。自認是個懂得時尚的美少女，但每次向同學尋求認同（其實是炫耀）時，總是因為米夏而顯得相形见绌，常因此向米夏發起莫名其妙的比賽。
自稱為燕的弟子。
鹈饲綠（Ukai Midori，聲：M·A·O）
燕的上司，原航空自卫队二等空尉，超級受虐狂。
出生于非常富裕的家庭，似乎是因爲年幼時的生活太舒適了而導致其日後成爲了一名超級受虐狂。
異常喜歡燕，但因她的特殊體質，每次被拒絕反而感到更興奮。
因她的特殊體質只吃得下難吃的食物，所以也只煮得出難吃的食物。
常常想出各種方法讓自己感到痛苦，然後興奮。（若過得太舒服會因身體不適應而流鼻血）
熊五郎（Kumagoro，聲：長繩麻理亞）
米夏所養的雪貂，能通人話。
是康弘為了撫慰遭受喪母之痛的米夏，而買給她的禮物。

## 出版書籍
| 冊數 | 雙葉社         | 雙葉社                 | 青文出版社     | 青文出版社                                             |
| 冊數 | 發售日期       | ISBN                   | 發售日期       | ISBN / EAN                                             |
| ---- | -------------- | ---------------------- | -------------- | ------------------------------------------------------ |
| 1    | 2017年1月12日  | ISBN 978-4-575-84913-4 | 2018年5月14日  | EAN 471-801-602-914-9                                  |
| 1    | 2017年1月12日  | ISBN 978-4-575-84913-4 | 2019年1月19日  | EAN 471-801-603-491-4（限定版）                        |
| 2    | 2017年10月12日 | ISBN 978-4-575-85043-7 | 2018年10月18日 | ISBN 978-986-356-633-5 EAN 471-801-603-465-5（限定版） |
| 3    | 2018年4月12日  | ISBN 978-4-575-85135-9 | 2019年1月19日  | ISBN 978-986-356-757-8 EAN 471-801-603-490-7（限定版） |
| 4    | 2018年11月12日 | ISBN 978-4-575-85229-5 | 2019年12月12日 | ISBN 978-986-512-166-2                                 |
| 5    | 2019年8月8日   | ISBN 978-4-575-85337-7 |                |                                                        |
| 6    | 2020年3月12日  | ISBN 978-4-575-85421-3 |                |                                                        |
| 7    | 2020年11月12日 | ISBN 978-4-575-85421-3 |                |                                                        |
| 8    | 2021年8月11日  | ISBN 978-4-575-85621-7 |                |                                                        |
| 9    | 2022年5月12日  | ISBN 978-4-575-85715-3 |                |                                                        |
| 10   | 2023年3月9日   | ISBN 978-4-575-85822-8 |                |                                                        |

## 電視動畫
于2018年10月播放。

### 製作人員
- 原作：中村官户（雙葉社「月刊Action」連載中）
- 監督：太田雅彥
- 副監督：大隈孝晴
- 系列構成：青島崇
- 角色設計：山崎淳
- 道具設計：松本惠
- 美術設定：中島美佳
- 美術監督：安田由香里
- 背景：Olive
- 色彩設計：真壁源太
- 攝影監督：桒野貴文
- 編輯：小野寺繪美
- 音響監督：蝦名恭範（日语：えびなやすのり）
- 音樂：三澤康廣
- 音樂製作：KADOKAWA
- 動畫製作：動畫工房
- 製作：我家的女僕有夠煩！製作委員會

### 主題曲
片頭曲
作詞：畑亞貴，作曲、編曲：OzaShin，主唱：高梨米夏（白石晴香）&鴨居燕（沼倉愛美）
片尾曲
作詞：畑亞貴，作曲、編曲：睦月周平，主唱：鴨居燕（沼倉愛美）&高梨米夏（白石晴香）

### 各話列表
| 話數   | 日文標題 | 中文標題                 | 劇本     | 分鏡                | 演出                       | 作畫監督                                                                                        | 總作畫監督                          | 片尾插畫   |
| ------ | -------- | ------------------------ | -------- | ------------------- | -------------------------- | ----------------------------------------------------------------------------------------------- | ----------------------------------- | ---------- |
| 第1話  |          | 我家的女僕有夠煩！       | 青島崇   | 太田雅彥            | 守田藝成                   | 伊澤珠美、杉田丸美 鈴木繪萬、濱口明、山崎淳                                                     | 山崎淳                              |            |
| 第2話  |          | 被我家女僕綁架了         | 鴻野貴光 | 大隈孝晴            | 深瀨重                     | 杉田丸美、鈴木彩乃 中本尚、古賀美裕紀、宮永梓                                                   | 杉田丸美                            | 酷教信徒   |
| 第3話  |          | 我家的女僕躡手躡腳       | 子安秀明 | 荒井省吾            | 荒井省吾                   | 伊澤珠美、平山寬菜、立口德孝 中島大智、合田麻美、館崎大                                         | 山崎淳 杉田丸美                     | 私屋薰     |
| 第4話  |          | 我家女僕很喜歡小孩       | 杉原研二 | 白幡良志之 太田雅彥 | 白幡良志之 太田雅彥        | 菅原美智代、藤田真弓 永田文宏、池添優子、乘富梓 李周鉉、多田和春、飯掛玉子 Jumondou Seoul       | 菊永千里 菊池正芳 海保仁美 谷口元浩 | 檜山大輔   |
| 第5話  |          | 我家女僕無處不在         | 鴻野貴光 | 三原武憲            | 鳥羽聰                     | 伊澤珠美、中島大智、平山寬菜 中本尚、館崎大、川本由記子 杉田丸美、山崎淳、平塚知哉 久保茉莉子   | 杉田丸美 山崎淳                     | 伊藤       |
| 第6話  |          | 我家女僕過去的友人？     | 子安秀明 | 三原武憲            | 角松倶樂部                 | 濱口明                                                                                          | 不適用                              | 風上旬     |
| 第7話  |          | 沒有我家女僕的家         | 子安秀明 | 野呂純惠            | 野呂純惠                   | 伊澤珠美、平山寬菜、館崎大 山崎淳、杉田丸美、中本尚 立口德孝、久保茉莉子、壽門堂                | 山崎淳 杉田丸美                     | 風間綾未   |
| 第8話  |          | 我家原女僕是大小姐       | 鴻野貴光 | 誌村宏明            | 佐佐木純人                 | 金璐浩、上野沙彌佳、宮野健 池添優子、乘富梓、多田和春 飯掛玉子、Jumondo Seoul                   | 菊池正芳 海保仁美                   | 藤澤孝     |
| 第9話  |          | 我家女僕和那天的邂逅     | 杉原研二 | 添野惠              | 深瀨重                     | 中島大智、川本由記子、平山寬菜 伊澤珠美、立口德孝、渡邊舞 松崎嘉克、上野卓志、中本尚            | 杉田丸美                            | 櫻澤泉     |
| 第10話 |          | 我家女僕和康弘           | 杉原研二 | 上坪亮樹            | 上坪亮樹                   | 山崎淳、垣内郁美、中島大智 平山寬菜、川本由記子、山野雅明 矢野桃子、板倉健、久保茉莉子 平塚知哉 | 山崎淳                              | 田龜源五郎 |
| 第11話 |          | 我家女僕和不能打開的房間 | 青島崇   | 荒井省吾            | 荒井省吾                   | 金璐浩、上野沙彌佳、宮野健 菅原美智代、永田文宏、池添優子 乘富梓                                | 海保仁美 菊池正芳                   | 江島繪理   |
| 第12話 |          | 我家女僕和我相伴的今後   | 青島崇   | 太田雅彥 大隈孝晴   | 大隈孝晴                   | 山崎淳、久保茉莉子、鈴木彩乃 伊澤珠美、立口德孝、平塚知哉                                       | 山崎淳 杉田丸美                     | 濱田義一   |
| OVA    |          | 我家的女僕真的是很煩啊…… | 青島崇   | 堂川セツム 西田章二 | 深瀨重 白幡良志之 太田雅彥 | 山崎淳、山本裕介、立口德孝 平山寬菜、川本由記子、館崎大 Lee Joohyun                             | 山崎淳 杉田丸美                     | 不適用     |

### 播放電視台
日本深夜動畫：下文記載的日本国内播放時間使用日本標準時間（UTC+9）表示。因為部分時間标识會採用30小时制，因此請留意这类超过24:00的时间，其實際播放時間為翌日清晨。
| 播放日期          | 播放時間（UTC+9）        | 播放電視台  | 播放區域 | 備註                    |
| ----------------- | ------------------------ | ----------- | -------- | ----------------------- |
| 10月5日－12月21日 | 星期五晚上 23:00 - 23:30 | AT-X        | 日本全域 | CS衛星 / 有重播         |
|                   | 星期五晚上 25:40 - 26:10 | TOKYO MX    | 東京都   |                         |
|                   |                          | KBS京都     | 京都府   |                         |
| 10月6日－12月22日 | 星期六晚上 27:00 - 27:30 | BS11        | 日本全域 | BS衛星 ／「ANIME+」節目 |
| 10月7日－12月23日 | 星期日晚上 26:35 - 27:05 | TVQ九州放送 | 福岡縣   |                         |
| 10月8日－12月24日 | 星期一晚上 24:00 - 24:30 | SUN電視台   | 兵庫縣   |                         |
| 10月9日－12月25日 | 星期二晚上 25:35 - 26:05 | 愛知電視台  | 愛知縣   |                         |

### Blu-ray&DVD
| 卷數 | 發售日期      | 收錄話數       | 規格編號   | 規格編號   | 盒面人物                                                |
| 卷數 | 發售日期      | 收錄話數       | BD         | DVD        | 盒面人物                                                |
| ---- | ------------- | -------------- | ---------- | ---------- | ------------------------------------------------------- |
| 1    | 2019年1月30日 | 第1話－第3話   | ZMXZ-12691 | ZMBZ-12701 | 高梨米夏、鴨居燕                                        |
| 2    | 2019年2月27日 | 第4話－第6話   | ZMXZ-12692 | ZMBZ-12702 | 高梨米夏、鷲崎美美香、森川結衣                          |
| 3    | 2019年3月27日 | 第7話－第9話   | ZMXZ-12693 | ZMBZ-12703 | 鴨居燕、鵜飼綠                                          |
| 4    | 2019年4月24日 | 第10話－第12話 | ZMXZ-12694 | ZMBZ-12704 | 高梨米夏、鷲崎美美香、森川結衣 鴨居燕、鵜飼綠、高梨康弘 |